# Tajwańska Rada Rozwoju Handlu Zagranicznego

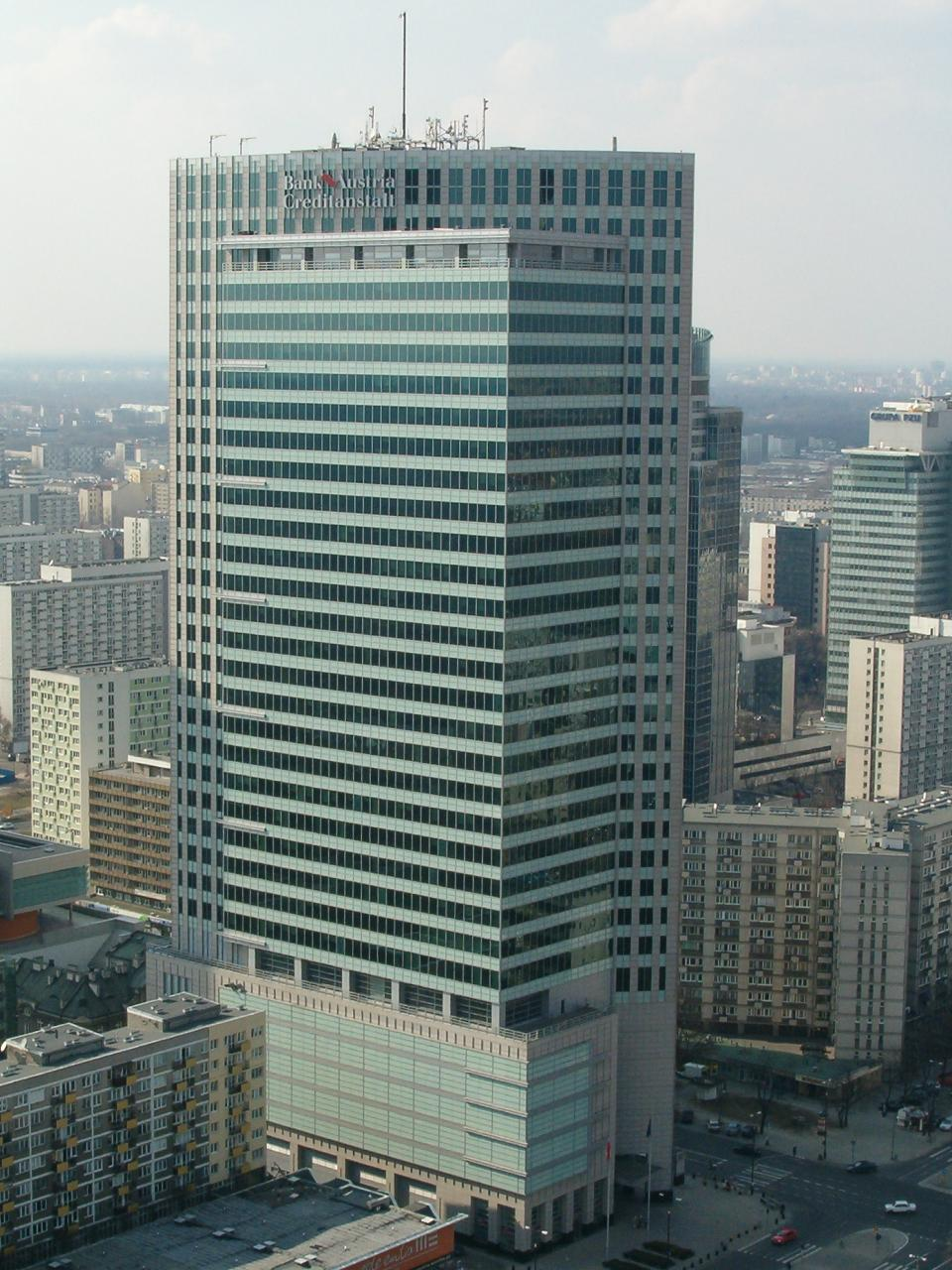
Biurowiec Warsaw Financial Center w Warszawie, siedziba przedstawicielstwa Tajwańskiej Rady Rozwoju Handlu Zagranicznego (2014-)

Tajwańska Rada Rozwoju Handlu Zagranicznego (Taiwan External Trade Development Council - TAITRA; chiń. trad. 中華民國對外貿易發展協會; pinyin Zhōnghuá Mínguó Duìwài Màoyì Fāzhǎn Xiéhuì) – organizacja promocji handlu zagranicznego powołana w 1970 przez rząd, stowarzyszenia przemysłowe oraz organizacje handlowe. Rada wspomaga firmy i producentów na Tajwanie w ich działalności na rynkach zagranicznych. Sponsorowana jest przez Biuro Handlu Zagranicznego (Bureau of Foreign Trade - BOFT) Ministerstwa Gospodarki Republiki Chińskiej (Ministry of Economic Affairs of the Republic of China).
TAITRA posiada siedzibę w Tajpej, 4 oddziały w kraju i 63 oddziały w świecie (2023). 

## Schemat organizacyjny
M.in. składa się z następujących komórek: 
- Instytut Handlu Międzynarodowego (International Trade Institute)
- Centrum Informacji Handlu Międzynarodowego (International Trade Information Centre)
- Centrum Sieci Handlowej (Trade Net Center)
- Centrum Promocji Przemysłu (Service Industry Promotion Center)
- Międzynarodowe Centrum Wystawiennicze Tajpej (Taipei International Exhibition Center)
- Międzynarodowe Centrum Wystawiennicze Nangang (Nangang International Exhibition Center)
- Międzynarodowe Centrum Konferencyjne Tajpej (Taipei International Convention Center)

oraz dwie siostrzane organizacje
- Centrum Światowego Handlu Tajpej (Taipei World Trade Center - TWTC)
- Far East Trade Services, Inc. - FETS

## Przedstawicielstwo w Warszawie
Celem Taiwan Trade Center Warsaw jest bezpłatne dostarczanie tajwańskim oraz polskim przedsiębiorcom szerokiego wachlarza usług związanych z wymianą handlową m.in. poprzez:
- Kojarzenie partnerów biznesowych ze strony polskiej i tajwańskiej
- Pomoc w wyszukiwaniu agentów i dystrybutorów dla firm z Tajwanu
- Zapraszanie kupców na Tajwan i aranżowanie spotkań handlowych
- Aranżowanie dla polskich firm spotkań handlowych online z tajwańskimi producentami i eksporterami
- Zapraszanie odbiorców i dostawców do udziału bądź wizyty na targach branżowych na Tajwanie
- Przygotowywanie list tajwańskich dostawców produktu w ramach zapytania handlowego
- Organizowanie spotkań handlowych z firmami tajwańskimi w ramach misji handlowych do Polski

Przedstawicielstwo ma swoją siedzibę przy ul. Emilii Plater 53.